# Водяне (Девладівська сільська громада)
Водяне — село в Україні, у Девладівській сільській громаді Криворізького району Дніпропетровської області, Україна.
Населення — 734 мешканця.

## Географія
Село Водяне розташоване на плакорній ділянці річок Саксагань і Кам'янка, у верхів'ях балки Водяна, на відстані 1 км від села Девладове і села Гончарове. По селу протікає пересихаючий струмок з загатою. Поруч проходить залізниця, станція Девладове за 2 км.

## Історія
Село засноване в середині XIX століття як висілок із села Софіївки — колишнього райцентру. Свою назву село запозичило в місцевої балки Водяної (тобто, такої, у якій завжди наявна вода).

## Населення

### Мова
Розподіл населення за рідною мовою за даними перепису 2001 року:
| Мова            | Відсоток |
| --------------- | -------- |
| українська      | 94,1 %   |
| російська       | 4,6 %    |
| інші/не вказали | 1,3 %    |

## Економіка
- ТОВ «Гончарове».

## Об'єкти соціальної сфери
- Село газифіковане.
- Школа.
- Фельдшерсько-акушерський пункт.
- Будинок культури.

## Пам'ятки
Меморіал, присвячений загиблим у Другій світовій війні селянам, — розташований на центральній вулиці села Водяне. До меморіального комплексу входить могила радянських солдатів з гранітними плитами, 4-метровий обеліск скульптура радянського воїна. У цій братській могилі разом з іншими похований герой СРСР, снайпер Сталінградської битви — П. Гончаров.
Стара будівля Водянської школи — збудована з червоної цегли.
У сільському сквері, привертає увагу біла будівля колишнього кінотеатру, зведена в стилі «сільської неокласики». Збудовано її 1956 року. Центральний фасад споруди увінчаний фронтоном на шести масивних колонах.
13 лютого 2015 року у селі було завалено пам'ятник Леніну.